# 布萊松峰
46°36′11.4″N 9°51′46.3″E / 46.603167°N 9.862861°E

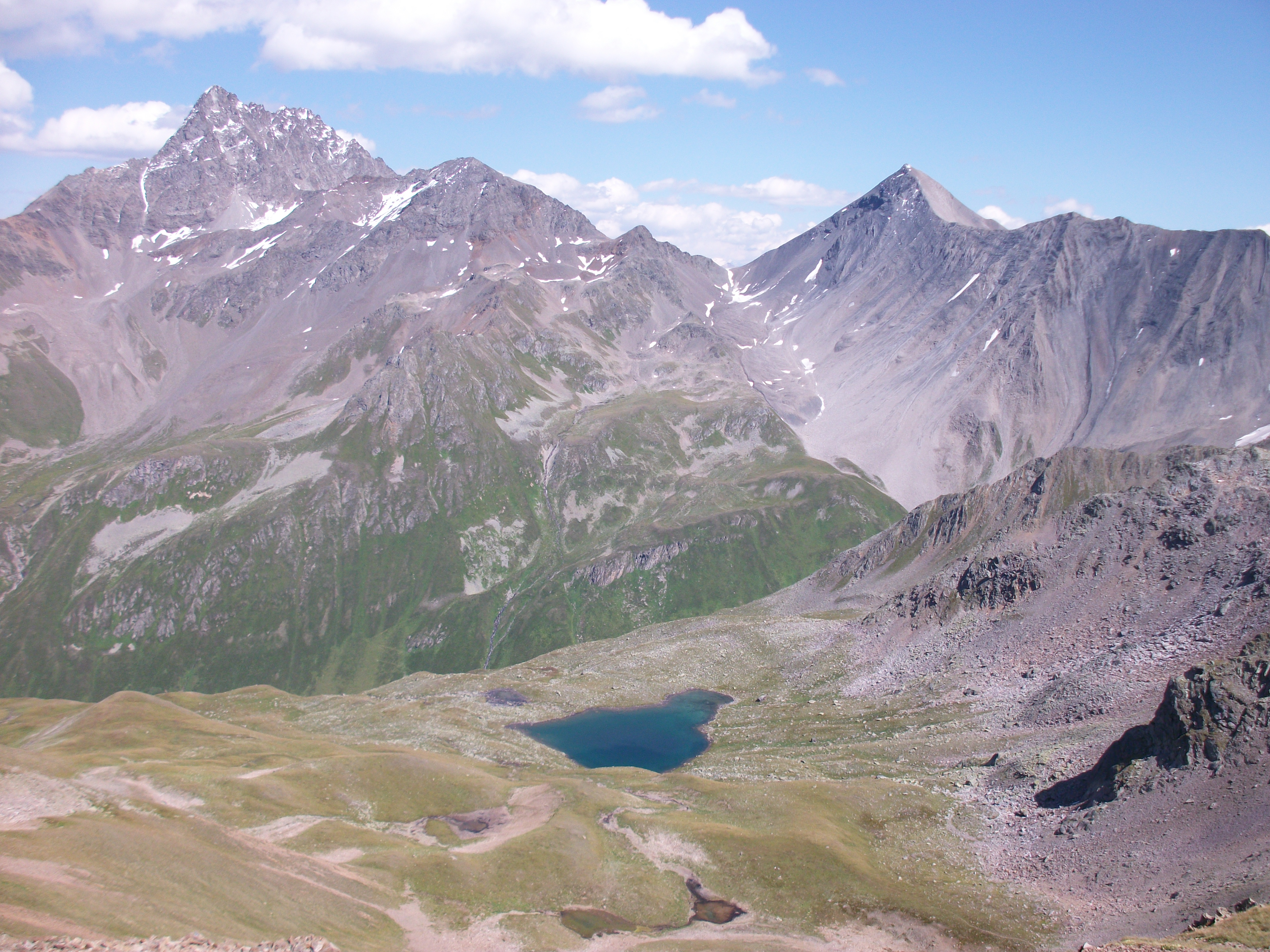

布萊松峰（Piz Blaisun），是瑞士的山峰，位於該國東南部，由格勞賓登州負責管轄，屬於阿爾布拉山脈的一部分，海拔高度3,200米，每年平均降雨量1,729毫米。